# Фура (Франция)
Фура́ (фр. Fouras) — коммуна во Франции, находится в регионе Пуату — Шаранта. Департамент коммуны — Приморская Шаранта. Входит в состав кантона Рошфор-Север. Округ коммуны — Рошфор.
В цитадели (фр.), бывшей частью линии укреплений порта Рошфор (в устье Шаранты), сохранился донжон построенный в конце XV века на месте более древнего замка.
Код INSEE коммуны — 17168.

## Население
Население коммуны на 2010 год составляло 4095 человек.
| 1962 | 1968 | 1975 | 1982 | 1990 | 1999 | 2010 |
| ---- | ---- | ---- | ---- | ---- | ---- | ---- |
| 4121 | 3634 | 3612 | 3295 | 3238 | 3838 | 4095 |